# Afrowatsonius burgeoni
Afrowatsonius burgeoni is een vlinder uit de familie spinneruilen (Erebidae), onderfamilie beervlinders (Arctiinae). De wetenschappelijke naam van de soort is voor het eerst geldig gepubliceerd in 1928 door Talbot.
Deze nachtvlinder komt voor in tropisch Afrika.